# The last alien
The last alien is een studioalbum van Gert Emmens. Emmens gebruikte voor dit album alleen oude analoge synthesizers, uit het tijdperk dat er nog geen MIDI bestond. De modulaire Moog 55 die Emmens gebruikte voor het album was ooit eigendom van Johan Timman die het had gebruikt tijdens zijn opnamen voor Trip into the body. The last alien is een vijfdelige suite in de stijl van de Berlijnse School voor elektronische muziek. Emmens is sinds zijn tienertijd al actief als drummer naast zijn toetsenspel, maar The Last Alien is zijn eerste album waarop hij (akoestische) drums speelt. 

## Musici
- Gert Emmens, synthesizers, elektronica

## Muziek
| Nr. | Titel                   | Duur  |
| --- | ----------------------- | ----- |
| 1.  | The last alien (Part 1) | 12:08 |
| 2.  | The last alien (Part 2) | 11:55 |
| 3.  | The last alien (Part 3) | 15:14 |
| 4.  | The last alien (Part 4) | 11:08 |
| 5.  | The last alien (Part 5) | 10:27 |